# Bangunmulyo
Bangunmulyo is een bestuurslaag in het regentschap Tulungagung van de provincie Oost-Java, Indonesië. Bangunmulyo telt 3154 inwoners (volkstelling 2010).